# Grandes Études de Paganini (Liszt)

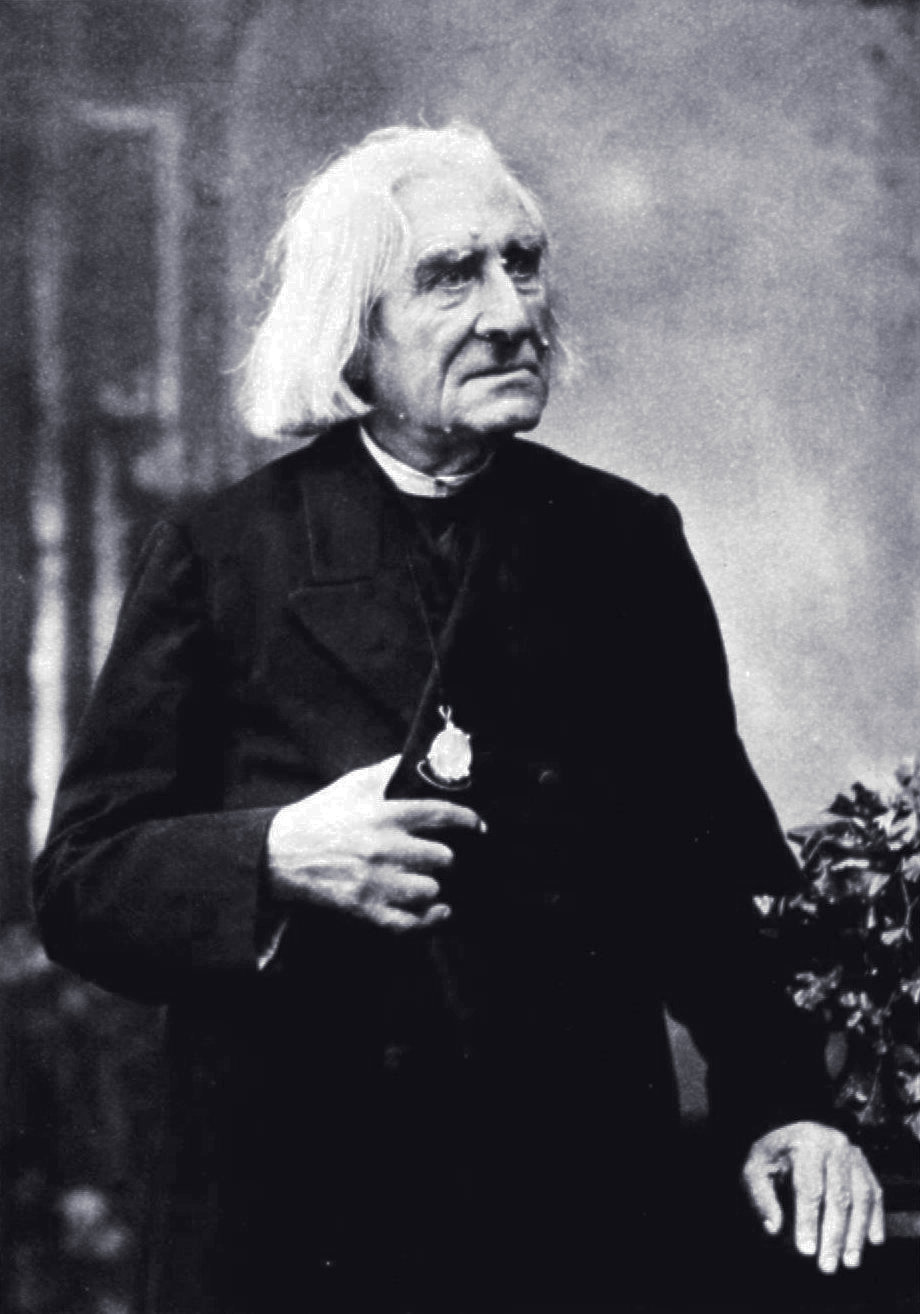
Franz Liszt.

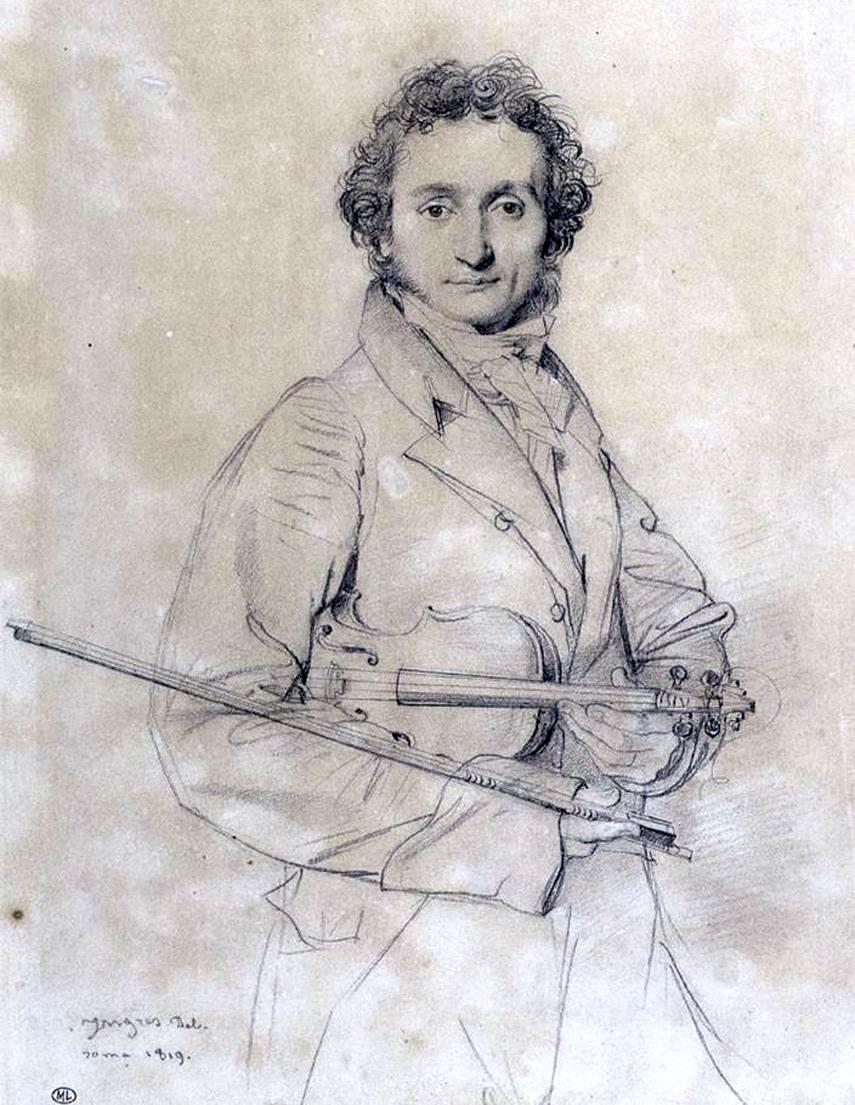
Niccolò Paganini.

Los Grandes Études de Paganini, S.141, son seis estudios para piano revisados por Franz Liszt en 1851, pues habían sido compuestos en 1838-1839 (S. 140). Están basados en composiciones para violín de Niccolò Paganini. Los Grandes Études de Paganini son unas de las piezas para piano más difíciles técnicamente, sobre todo las primeras versiones del S. 140. No deben confundirse los Grandes Études de Paganini con los Douze Études d'exécution transcendante, que tienen un título parecido a las primeras versiones de los Grandes Études de Paganini: Études d'exécution transcendante d'après Paganini. 

## Piezas
Grandes Études de Paganini - 'Dedicados a Madame Clara Schumann': 
- Estudio n.º 1 en Sol menor (sol menor) (Preludio, non troppo lento "Tremolo") - Basado en los Caprichos de Paganini para violín n.º 5 y n.º 6. El Estudio n.º 1 "Tremolo" comienza con un preludio de rápido arpegios y escalas y continúa con el tema principal. Como el nombre indica, hay trémolos, en los que dos notas van y vienen. La sonoridad y la dinámica son muy importantes en el trémolo. Además, a esto hay que añadirle que mucho de los trémolos deben tocarse con la mano izquierda.
- Estudio n.º 2 en Mi bemol Mayor (mi♭ mayor) (Andantino capriccioso) - Basado en el n.º 17 de los Caprichos de Paganini para violín. El Estudio n.º 2, "Andantino capriccioso" contiene muchas escalas rápidas y octavas. En este estudio hay que destacar que haya elegancia y una buena calidad en los matices.
- Estudio n.º 3 en Sol sostenido menor (sol♯ menor) (La Campanella) - Basado en el movimiento final del concierto para violín n.º 2 en Si menor de Paganini.
- Estudio n.º 4 en Mi mayor (mi mayor) (Vivo "Arpeggio") - Basado en el Capricho n.º 1 para violín de Paganini. El Estudio n.º 4 sólo está escrito en un pentagrama, no en dos, por lo que omite el pentagrama de la mano izquierda. El tono más bajo es Sol, en imitación de un violín.
- Estudio n.º 5 en Mi mayor (mi mayor]]) (La Chasse) - Basado en el Capricho n.º 9 para violín de Paganini.
- Estudio n.º 6 en La menor (la menor) (Tema y Variaciones) - Basado en el último de los 24 Caprichos de Paganini para violín. El Estudio n.º 6 está basado en el Capricho n.º 24 de Paganini. Contiene un tema ligeramente modificado con once variaciones. Técnicamente, exige rápidas octavas y escalas y muchos arpegios.